# Lago Bergues
El lago Bergues es un cuerpo de agua superficial ubicado en la Comuna de Tortel en la Provincia Capitán Prat de la Región de Aysén y vierte sus aguas en el curso inferior del río Pascua.

## Ubicación y descripción
El inventario público de lagos de Chile consigna este cuerpo de agua con el código 11713091-6 del Banco Nacional de Aguas con un espejo de agua de 8 km².
El lago tiene la particularidad de desaguar por dos emisarios hacia el río Pascua: el río Borquez y el río Bergues.